# Eupithecia terrenata
Eupithecia terrenata är en fjärilsart som beskrevs av Karl Dietze 1904. Eupithecia terrenata ingår i släktet Eupithecia och familjen mätare. Inga underarter finns listade i Catalogue of Life.